# Kerkouane

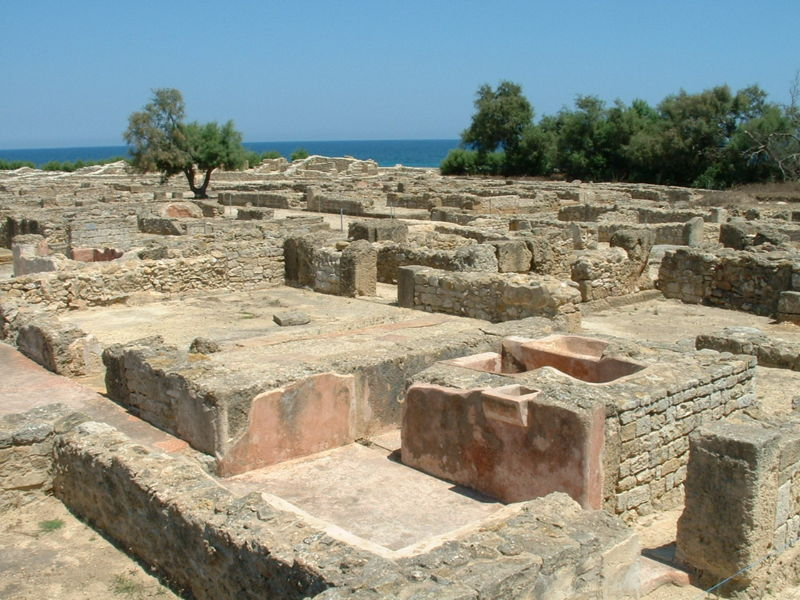
Kerkouane

Kerkouane (àrab: كركوان, Karkwān) és una ciutat i un jaciment arqueològic de Tunísia a la governació de Nabeul, al nord-est de la península de Cap Bon tocant a la costa, poc més d'11 km al nord de Kelibia. Té una població d'entre dos mil i tres mil habitants i la seva economia és agrícola, ja que no té port per la pesca. El turisme, a causa de les ruïnes del jaciment arqueològic, s'està desenvolupant.
Les ruïnes foren descobertes el 1952 per Charles Saumagne i Pierre Cintas i són les ruïnes púniques millor conservades de Tunísia. Es va començar a excavar el 1953 i la major part es va treure a la llum entre 1958 i 1959; altres excavacions es van fer el 1965-1966, i el 1976. Fou fundada vers el segle vi aC i fou destruïda pels romans el 146 aC (o potser ja havia estat abandonada abans) i no es va tornar a poblar. Era un dels llocs on es feia la porpra extreta d'un mol·lusc (murex), que s'enganxava a unes muscleres a la costa i després es deixava podrir. L'edifici més gran és un temple o santuari (se'n conserven algunes columnes), i no té grans edificis públics, però els edificis privats, dels quals queden moltes restes, disposaven de mosaics i de certes comoditats (un bany privat s'ha trobat intacte i totes les cases en tenien). S'ha trobat també una necròpoli púnica en quatre grups, ceràmiques, monedes, un sarcòfag de fusta amb una dea, i estris d'ús diari, a més del lloc de treball de la porpra que encara té restes de pintura. Els carrers, el clavegueram, cisternes, canalitzacions i similars completen el conjunt. Les troballes principals són al petit museu local.
Fou inscrit per La UNESCO en la llista de llocs patrimoni de la Humanitat el 28 de novembre del 1986.

## Referències

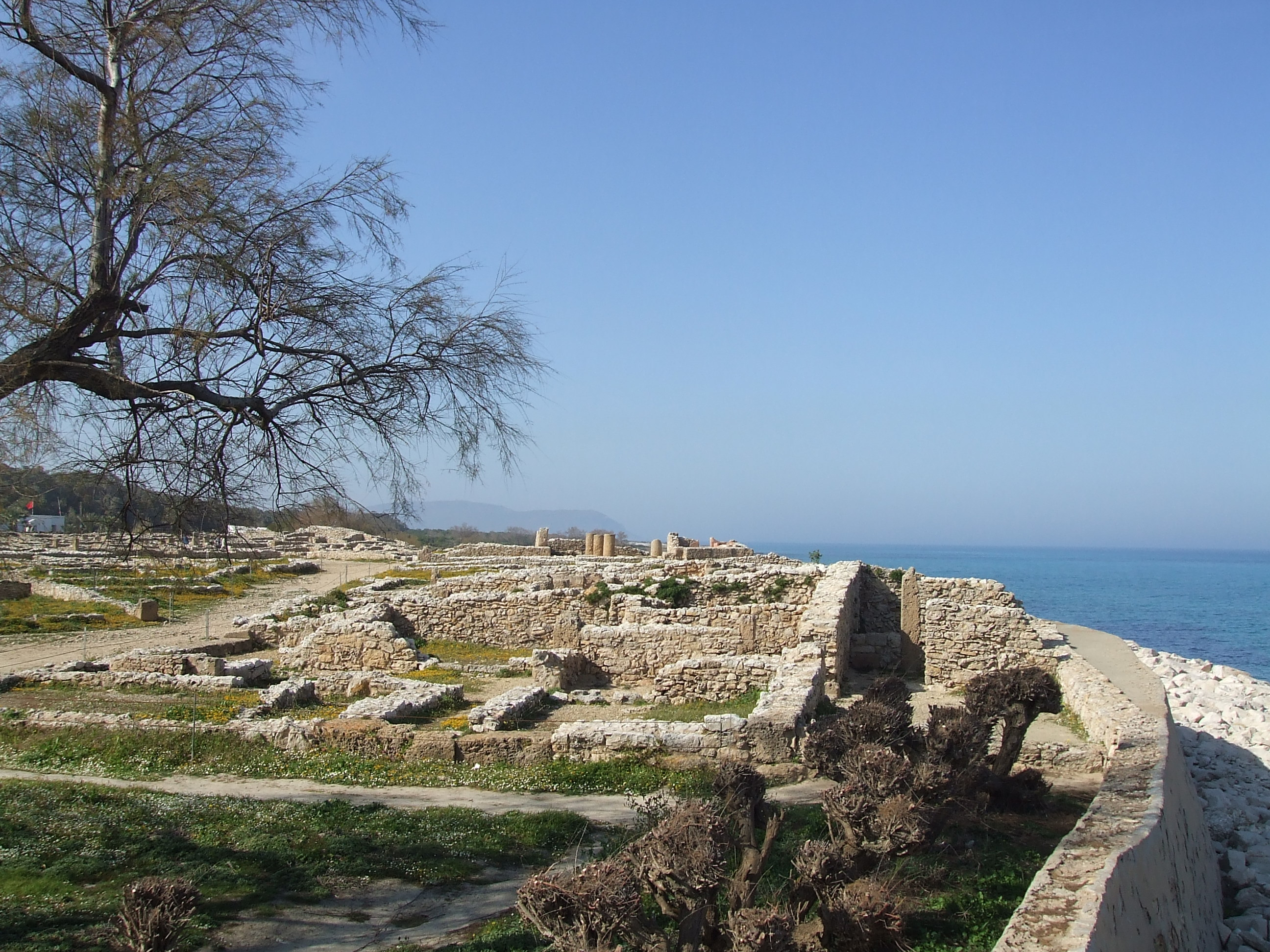
Vista panoràmica de Kerkouane